# مطار غويوان
مطار غويوان (بالأنكليزية:Guiuan) هو مطار من مطارات الحرب العالمية الثانية بالقرب من مدينة غويوان في محافظة سامار الشرقية، سامار الفلبين. وقد أغلقت بعد الحرب.
تم بناء مطار من قبل بحرية الولايات المتحدة الأمريكية في كانون الثاني عام 1945. تم بناء مدرج واحد مصنوع من المرجان المسحوق.